# Згурський Валентин Арсентійович
Валенти́н Арсе́нтійович Згу́рський (9 лютого 1927, Бірзула, Молдавська АСРР, Українська СРР, СРСР, нині Одеської області — 24 жовтня 2014, Київ) — український радянський партійний і державний діяч, науковець-економіст, голова виконавчого комітету Київської міської ради народних депутатів у 1979–1990 роках. Член ЦК КПУ в 1981–1990 роках. Герой Соціалістичної Праці (1981). Доктор економічних наук (1979), професор (1983). Академік Академії екологічних наук України (1993). Депутат Верховної Ради СРСР 10—11-го скликань.
Член олігархічного клану Київська сімка.

## Біографія
Народився в м. Бірзулі, Молдавська АСРР, Українська СРР, СРСР (нині Подільськ, Одеська область, Україна). Закінчив Київський залізничний технікум, Київський політехнічний інститут (1954). За фахом — інженер-електрик.
Під час Другої світової війни працював з 1941 року робітником радгоспу, з 1942 року — робітником дистанції Казанської залізниці, у 1943–1944 роках — робітник оперативної військово-відновлювальної групи на фронті. З 1944 року — електромеханік, старший електромеханік, інженер зв'язку дистанції Вінницької і Південно-Західної залізниць.
1946 року вступив у ВКП(б).
З 1954 року — інженер, старший інженер, головний енергетик, головний механік, заступник головного інженера, головний інженер, директор Київського заводу «Радіоприлад»
У 1973–1979 роках — генеральний директор Виробничого об'єднання імені С. Корольова.

Могила Валентина Згурського та його родини, Байкове кладовище

У 1979–1990 роках — голова Київського міськвиконкому, а також голова Ради керівників столиць союзних республік, Москви та Ленінграду. За часів його керівництва Києвом були забудовані Оболонь і Вигурівщина-Троєщина.
Від 1986 року — член оперативної комісії уряду України з ліквідації аварії на ЧАЕС, голова оперативної групи з ліквідації наслідків аварії у Києві.
Депутат Верховної Ради СРСР (1979–1989).
Доктор економічних наук, професор. Академік Академії екологічних наук України (1993). Автор 13 винаходів, 5 монографій і понад 100 друкованих праць.
Батько трьох синів-військових, один з яких, Андрій, загинув у 2003 році в автокатастрофі.
В останні роки хворів, пережив два інсульти. Помер 24 жовтня 2014 року від інфаркту. Похований в одній могилі з дружиною Вірою Семенівною та сином Андрієм на центральній алеї Байкового кладовища (ділянка № 52а).

## Відзнаки та нагороди
- Герой Соціалістичної Праці (1981).
- Ордени Леніна (1981, 1986), Жовтневої Революції (1976), Вітчизняної війни II ступеня (1985), Трудового Червоного Прапора (1966, 1971), «За заслуги» ІІІ ступеня, Богдана Хмельницького III ступеня, «За мужність»; медалі.
- почесна грамота Президії Верховної Ради Української РСР (6.02.1987)
- Лауреат Державної премії УРСР в галузі науки і техніки (1972).
- Почесний радист СРСР.
- Почесний залізничник СРСР.
- Заслужений працівник промисловості України.
- Орден князя Ярослава Мудрого[1], 2007.

## Пам'ять родини
Сини Олександр та Олег Згурські у 2019 році видали книгу про батька Валентина Арсентійовича Згурського «Я люблю тебя, жизнь...».

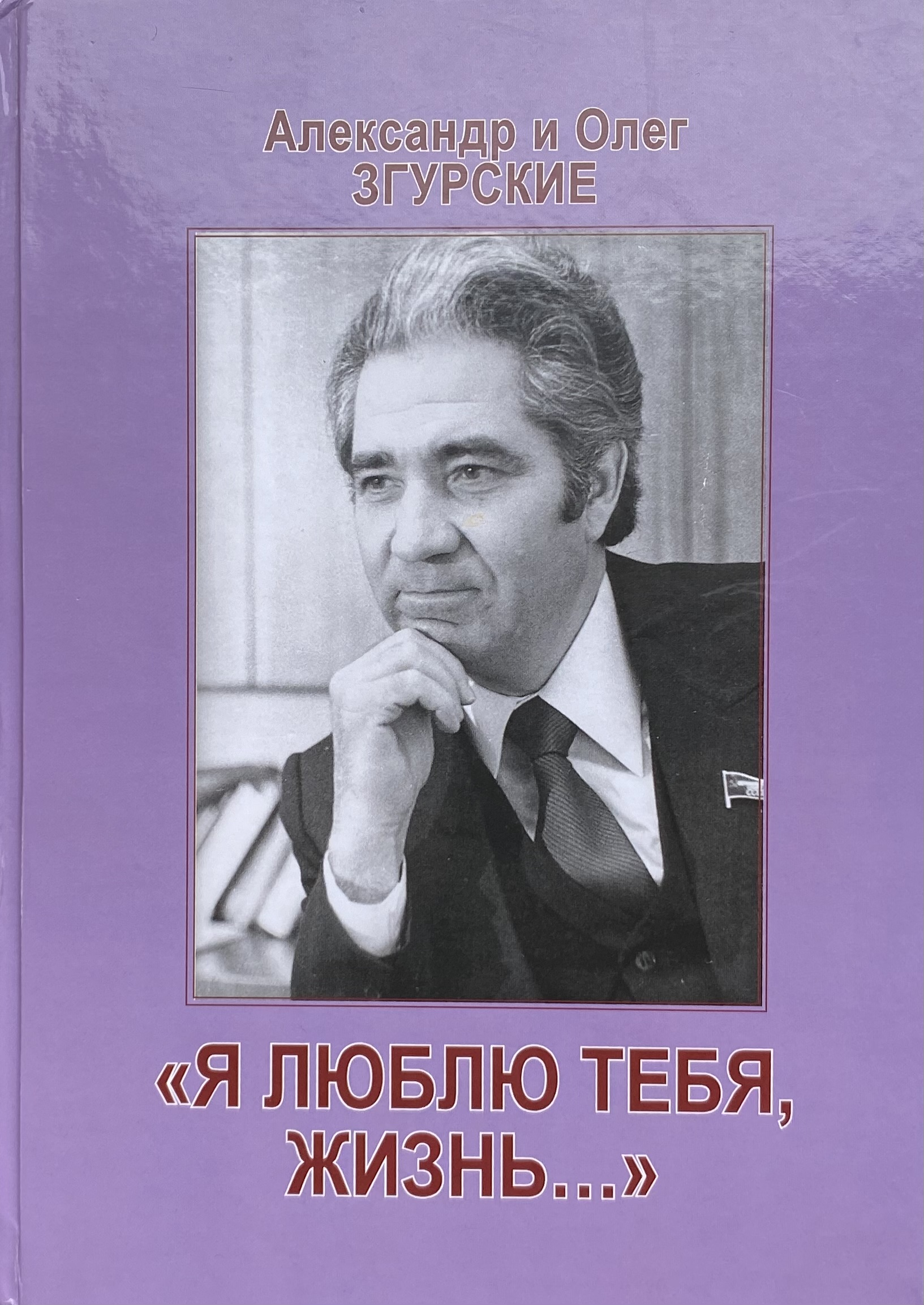
Книга «Я люблю тебя, жизнь...» братів Олександра та Олега Згурських